# Station Marines
Station Marines is een spoorwegstation in de Franse gemeente Marines.